# Isikia Savua
Isikia Rabici Savua (31 de março de 1952 - 30 de maio de 2011) foi um diplomata sênior das Fiji que teve uma carreira distinta nas forças militares e policiais antes de assumir seu último cargo como embaixador e representante permanente nas Nações Unidas em 4 de março de 2003.

## Carreira
Savua passou dezoito anos no exército fijiano, no qual ingressou ao deixar o ensino médio em 1971. Quando se aposentou do serviço militar em 1988, alcançou o posto de tenente-coronel.
Os quatro anos seguintes (1988-1992) foram passados no Corpo Diplomático de Fiji, primeiro como conselheiro (político) da Missão de Fiji nas Nações Unidas e depois (por seis meses) como cônsul geral em Sydney, Austrália.
Em 1992, Savua ingressou na Força Policial de Fiji como vice-comissário, a segunda posição mais alta da força. Um ano depois, foi promovido ao cargo de comissário. Deveria ocupar este alto cargo até 2002.

## Envolvimento no golpe de Estado de 2000
O golpe de Fiji de 2000, no qual aconteceu a deposição  do governo do primeiro-ministro Mahendra Chaudhry e do presidente Ratu Sir Kamisese Mara, ocorreu durante o mandato de Savua como Comissário de Polícia. Em entrevista à Fiji Television em 29 de abril de 2001, sua última aparição na mídia antes de ser incapacitado por um derrame, Mara acusou Savua de ter participado do planejamento do golpe. Esta alegação foi posteriormente repetida em 22 de outubro de 2004 sob privilégio parlamentar pela senadora Adi Koila Nailatikau, filha de Mara, que condenou sua nomeação como embaixador enquanto ainda estava sob investigação por supostos crimes relacionados ao golpe. Savua não foi acusado de nenhum crime e, enquanto vivo, negou as acusações.